# 暖陽小徑
《暖陽小徑》（陽だまりの道）是可苦可樂的第25張CD單曲。於2014年6月4日由Warner Music Japan發行。

## 簡介
前作《正在盛開的花兒啊》之後約4個月發行。

## 收錄曲
全作詞・作曲：小淵健太郎；編曲：可苦可樂
1. 暖陽小徑（陽だまりの道）
關西電視台電視連續劇・社長不是人主題曲[2]
2. BEST FRIEND
NHK東京巨蛋城・夏季活動主題曲
3. 警笛
4. 暖陽小徑 （Instrumental）
5. BEST FRIEND （Instrumental）
6. 警笛 （Instrumental）

## 外部連結
- 暖陽小徑 （页面存档备份，存于）